# Yukiru Sugisaki
Yukiru Sugisaki (杉崎 ゆきる) (26 december 1974) is een Japanse mangaka die verschillende mangaseries voor verschillende doelgroepen heeft gemaakt. Ze is het meest bekend van de seinen-mangaseries D.N.Angel en The Candidate for Goddess. 

## Carrière
Yukiru Sugisaki begon met tekenen op de basisschool, en begon rond haar 18e met het maken van manga's. In 1995 werd haar manga Namaiki no "N" door Kadokawa shoten gepubliceerd in het shojo-maandblad Monthly Asuka. Na haar volgende manga, genaamd Sotsugyou M, werden twee van haar mangaseries, genaamd D.N.Angel en The Candidate for the Goddess, tegelijk gepubliceerd in het maandblad Asuka Monthly en het seinen-maandblad Comic Gum. Sindsdien heeft Sugisaki meerdere mangaseries gemaakt die qua populariteit niet konden tippen aan D.N.Angel en The Candidate for the Goddess. In haar manga gebruikt Yukiru voornamelijk een shonen-stijl voor de tekeningen en een shojo-stijl voor het verhaal.

## Werken
- Namaiki no "N" (1995, gepubliceerd in Monthly Asuka)
- Sotsugyou M (1996–1997, gepubliceerd inMonthly Asuka)
- D.N. Angel (1997–loopt nog, gepubliceerd in Monthly Asuka)
- The Candidate for Goddess (1997–2001, gepubliceerd in Comic Gum)
- Brain Powerd (1998–1999, gepubliceerd in Shonen Ace)
- Kanno Ie Ha Kanai Anzen. (2000, gepubliceerd in Monthly Ace Next)
- Lagoon Engine (2001–loopt nog, gepubliceerd in Monthly Asuka)
- Rizelmine (2001–2002, gepubliceerd in Monthly Ace Next)
- Lagoon Engine Einsatz (2004, gepubliceerd in Newtype USA)
- Eden (2006–2007, gepubliceerd in Shonen Ace)
- Ascribe to Heaven (2008–loopt nog, gepubliceerd in Young King OURs)
- School Girls Pin-up (2011–loopt nog, gepubliceerd in Comic Birz)
- 1001 Knights (2012-loopt nog, gepubliceerd in Monthly Asuka)
- Junkissa Neko (2012–loopt nog, gepubliceerd in Comic Birz)

- Biblioteca Nacional de España: XX1678751
- Bibliothèque nationale de France: cb13746467f (data)
- Catàleg d'autoritats de noms i títols de Catalunya: 981058513171106706
- CiNii: DA18163876
- Gemeinsame Normdatei: 1025841425
- International Standard Name Identifier: 0000 0000 6302 3219
- Library of Congress Control Number: n2004143104
- MusicBrainz: b9d943aa-7884-4684-a015-203625849c7c
- Bibliotheek van het Japanse parlement: 00676520
- Nationale Bibliotheek van Israël: 987007413674805171
- Nederlandse Thesaurus van Auteursnamen: 302476725
- Système universitaire de documentation: 078050383
- Virtual International Authority File: 51869628
- WorldCat: E39PBJxhk36QyqHgTyyQb7tYfq